# Цымбаларь, Илья Владимирович
Илья́ Влади́мирович Цымбала́рь (укр. Ілля Володимирович Цимбалар; 17 июня 1969, Одесса, Украинская ССР, СССР — 28 декабря 2013, Одесса, Украина) — советский, украинский и российский футболист, полузащитник. Мастер спорта России.

## Клубная карьера
Илья Цымбаларь родился 17 июня 1969 года в Одессе. С семи лет он стал заниматься в футбольной школе местного «Черноморца» (где его первым тренером был Г. Ф. Кривенко), а затем два года провёл в киевском республиканском спортивном интернате. Первоначально места в составе «Черноморца» Цымбаларю не нашлось, поэтому он оказался сначала в составе одесского «Динамо» (за который, однако, не провёл ни одного матча), а затем в более статусном одесском СКА (выступающего во Второй лиге). Именно в этой команде произошло становление Ильи как футболиста; кроме того, выступая за армейский клуб, он решил вопрос со службой в армии.
В 1989 году «Черноморец» решил вернуть своего воспитанника и вскоре молодой полузащитник дебютировал в Высшей лиге чемпионата СССР. С Цымбаларем в составе одесситы в 1990 году выиграли Кубок федерации футбола СССР. Уже после распада СССР Цымбаларь помог «Черноморцу» завоевать первый трофей в новой истории: Кубок Украины 1992, единственный гол в финале которого забил именно Илья.
В 1993 году Цымбаларь вместе со своим одноклубником Юрием Никифоровым принял предложение присоединиться к московскому «Спартаку». В составе «красно-белых» Илья провёл лучшие годы своей карьеры, шесть раз становясь чемпионом России и дважды выигрывая Кубок России. Лучшие футбольные качества Цымбаларя, такие как хорошее видение поля, техника и способность к нестандартным действиям, сделали его одним из лучших футболистов страны и идеально вписывались в игровую концепцию тренера команды Олега Романцева. В «Спартаке» полузащитник выступал преимущественно на левом фланге или в центре поля. В 1995 году Илья был признан лучшим футболистом России по версиям еженедельника «Футбол» и газеты «Спорт-Экспресс». В Золотом матче 1996 года Цымбаларь открыл счёт, поразив ворота «Алании», в итоге матч завершился победой «красно-белых» со счётом 2:1.
Другой важный гол за «Спартак» Илья забил 30 сентября 1998 года в матче группового этапа Лиги чемпионов, сравняв счёт в матче с мадридским «Реалом», а через шесть минут гол Егора Титова принёс москвичам победу.
В 1998 году Цымбаларь стал лучшим бомбардиром клуба по итогам сезона. На протяжении семи сезонов Цымбаларь был безоговорочным лидером команды (а в 1997—1998 годах — капитаном).
Благодаря выдающимся выступлениям в составе «Спартака» Илья Цымбаларь привлёк внимание ряда европейских клубов: в 1996 году во время чемпионата Европы Цымбаларю и Юрию Никифорову поступило предложение от итальянской «Перуджи», причём в тот же день Цымбаларь получил и ещё одно предложение от другого итальянского клуба, «Лацио». Однако ни один из переходов так и не состоялся. В 1998 году Цымбаларь был близок к переходу в лондонский «Арсенал»: по его словам, он произвёл приятное впечатление на Арсена Венгера, однако стороны не договорились по финансам из-за неуступчивой позиции вице-президента «Спартака» Григория Есауленко.
В 1999 году клуб расторг контракт с Цымбаларём: это решение стало потрясением для многих. Среди возможных причин ухода Ильи из «Спартака» упоминались конфликт игрока с Олегом Романцевым, нарушение дисциплины и даже самостоятельное решение футболиста. После этого карьера Цымбаларя пошла на спад: сначала полузащитник стал футболистом «Локомотива», однако закрепиться в составе команды не сумел (что не помешало ему помочь «Локо» выиграть Кубок России, забив в финальном матче победный гол в ворота ЦСКА) из-за частых травм, преследовавших его на протяжении всей карьеры.
В 2001 году Цымбаларь пополнил состав «Анжи», который стал последним клубом в его игровой карьере. Однако и в этой команде полузащитник заиграть не сумел, проведя за неё в общей сложности 16 матчей и завершив карьеру в 2002 году.
В том же 2001 году Цымбаларь заявил, что ему неоднократно поступали предложения из-за границы, и объяснил срыв сделок такими словами: «Я все хотел „с корабля на бал“! Чтобы не просто заиграть за границей, а заиграть „с музыкой“».

## Карьера в сборных

### Украина
За сборную Украины сыграл 3 игры.
Дебютировал 29 апреля 1992 года в товарищеском матче со сборной Венгрии (1:3). Это был первый матч в истории сборной Украины.
Свой последний матч за сборную Украины провёл 26 августа 1992 года против сборной Венгрии (1:2). Был заменен на 63-й минуте на  Сергея Кандаурова.
| Матчи в составе сборной Украины по футболу | Матчи в составе сборной Украины по футболу | Матчи в составе сборной Украины по футболу | Матчи в составе сборной Украины по футболу | Матчи в составе сборной Украины по футболу | Матчи в составе сборной Украины по футболу | Матчи в составе сборной Украины по футболу | Матчи в составе сборной Украины по футболу | Матчи в составе сборной Украины по футболу | Матчи в составе сборной Украины по футболу | Матчи в составе сборной Украины по футболу | Матчи в составе сборной Украины по футболу | Матчи в составе сборной Украины по футболу |
| N                                          | №                                          | Дата                                       | Место                                      | Турнир                                     | Соперник                                   | Счёт                                       | Голы                                       | Минуты                                     | Замены                                     | Наказания                                  | Клуб                                       | Примечание                                 |
| ------------------------------------------ | ------------------------------------------ | ------------------------------------------ | ------------------------------------------ | ------------------------------------------ | ------------------------------------------ | ------------------------------------------ | ------------------------------------------ | ------------------------------------------ | ------------------------------------------ | ------------------------------------------ | ------------------------------------------ | ------------------------------------------ |
| 1                                          | 1                                          | 29.04.1992                                 | Украина, Ужгород, «Авангард»               | Товарищеский матч                          | Венгрия                                    | 1 : 3                                      |                                            | 90                                         |                                            |                                            | «Черноморец» (Одесса)                      |                                            |
| 2                                          | 2                                          | 27.06.1992                                 | США, Пискатауэй, «Ратгерс Стэдиум»         | Товарищеский матч                          | США                                        | 0 : 0                                      |                                            | 90                                         |                                            |                                            | «Черноморец» (Одесса)                      |                                            |
| 3                                          | 3                                          | 26.08.1992                                 | Венгрия, Ньиредьхаза, «Городской»          | Товарищеский матч                          | Венгрия                                    | 1 : 2                                      |                                            | 62                                         | 63'                                        |                                            | «Черноморец» (Одесса)                      |                                            |
| Итого:                                     | Итого:                                     | Итого:                                     | 3 игры; +0 =1 −2; голы 2:5 (−3)            | 3 игры; +0 =1 −2; голы 2:5 (−3)            | 3 игры; +0 =1 −2; голы 2:5 (−3)            | 3 игры; +0 =1 −2; голы 2:5 (−3)            |                                            | 242 мин.                                   | 242 мин.                                   |                                            |                                            |                                            |

### Россия
За сборную России Цымбаларь провёл 28 матчей, забив 4 гола. Участник чемпионата мира 1994 года и чемпионата Европы 1996 года.
В марте 1994 года Цымбаларь оказался в числе 17 игроков, отказавшихся ехать в расположение сборной России для подготовки к товарищескому матчу против сборной Ирландии. Из этих 17 человек в итоге 10 всё же вернулись сборную, в то время как другие семеро, подписавшие скандально известное «Письмо четырнадцати», не попали в заявку сборной на чемпионат мира в США.
5 июня 1999 года во встрече с Францией в рамках отбора на Евро-2000 именно Цымбаларь отдал голевой пас на Валерия Карпина, забившего победный гол в матче (3:2).
Перед выходом игрока на поле тренер российской сборной Олег Романцев попросил Цымбаларя, чтобы тот вышел и «что-нибудь придумал».

### Сборная мира
12 июня 1999 года в день открытия олимпийского стадиона в Сиднее состоялся матч между сборной Австралии и сборной мира, куда был включён и Илья Цымбаларь. Игра завершилась победой австралийцев со счётом 3:2, а Илья Цымбаларь вышел в стартовом составе под номером 14, уступив место на 63-й минуте новозеландцу Уинтону Руферу.

## Стиль игры
Несмотря на то, что он традиционно был левшой, Цымбаларь обладал хорошим ударом с правой ноги: так, в 1996 году он забил гол в «золотом» матче против «Алании», нанеся удар именно правой ногой.

## Тренерская карьера
Послеигровая карьера Цымбаларя началась с работы вице-президентом «Анжи» в 2002 году. Вскоре он перешёл на тренерскую работу.
С 2003 по август 2004 года Илья возглавлял дублирующий состав московского «Спартака». С сентября по ноябрь 2004 года он был исполняющим обязанности главного тренера «Химок».
10 июня 2006 года Цымбаларь стал главным тренером клуба «Спартак-МЖК» из Рязани и в этом же сезоне вывел клуб в Первый дивизион. По итогам сезона был признан лучшим тренером зоны «Центр» Второго дивизиона. В декабре 2006 года руководство команды не сумело достигнуть договорённости с тренером о продлении контракта, и Илья покинул Рязань.
С февраля 2008 года являлся главным тренером клуба «Нижний Новгород», который выступал во Втором дивизионе. Команду официально Цымбаларь представил 18 марта, поставив в качестве цели успешное выступление во Втором дивизионе, но выразив надежду на то, что клуб сможет в итоге попасть в Премьер-Лигу. 23 июня 2008 года по семейным обстоятельствам (в связи со смертью матери) Илья покинул пост главного тренера «Нижнего Новгорода», однако уже осенью вернулся в тренерский штаб этого клуба. 29 ноября 2008 года вновь назначен главным тренером, но уже в январе 2009 года снова ушёл с поста, по собственному желанию.
22 декабря 2009 года назначен помощником Игоря Ледяхова, ставшего в тот же день главным тренером ярославского «Шинника». 11 мая 2010 года контракт с Ледяховым был расторгнут по обоюдному согласию. Вместе с Ледяховым покинул «Шинник» и весь тренерский штаб клуба, в том числе и Цымбаларь. С 16 декабря 2010 года — старший тренер «Химок». Уже 31 марта 2011 года контракт Цымбаларя с клубом был расторгнут по обоюдному согласию. В последние годы был без работы, играл за ветеранов «Спартака». Говорил, что скучает по работе, но серьёзных предложений не поступает.

## Личная жизнь
Был женат на сестре жены бывшего защитника «Локомотива» Геннадия Нижегородова. Сыновья — Сергей (18.12.1988) и Олег (20.04.1990). Оба занимались футболом в СДЮШОР «Спартак» (Москва). Сергей был нападающим дубля и молодёжной команды «Спартака», затем играл в Одессе за «Черноморец-2» и дубль основной команды «Черноморца». В 2008 году завершил карьеру футболиста. Поступил на учёбу в Московскую академию физической культуры. Олег был полузащитником молодёжной команды московских клубов «Спартак» и «Ника», а также подмосковных «Химок».

## Смерть и похороны
Илья Цымбаларь скончался в ночь с 28 на 29 декабря 2013 года в Одессе: о смерти игрока в Twitter сообщил футбольный агент Роман Орещук. Причиной смерти могли стать проблемы с сердцем.
Был похоронен 30 декабря на Таировском кладбище в Одессе. Перед этим состоялась гражданская панихида у входа на стадион «Черноморец».

## Память
13 сентября 2014 г. на аллее славы ФК «Черноморец» (Одесса) были открыты четыре новые именные плиты, одна из которых посвящена Илье Цымбаларю. Илье Цымбаларю посвящено несколько десятков футбольных кричалок.

## Статистика

### Клубная
| Клуб                  | Сезон                 | Лига | Лига | Кубки | Кубки | Еврокубки | Еврокубки | Итого | Итого |
| Клуб                  | Сезон                 | Игры | Голы | Игры  | Голы  | Игры      | Голы      | Игры  | Голы  |
| --------------------- | --------------------- | ---- | ---- | ----- | ----- | --------- | --------- | ----- | ----- |
| Черноморец            | 1989                  | 15   | 1    | 3     | 0     | —         | —         | 18    | 1     |
| Черноморец            | 1990                  | 25   | 3    | 11    | 1     | 4         | 1         | 40    | 5     |
| Черноморец            | 1991                  | 30   | 4    | 3     | 1     | —         | —         | 33    | 5     |
| Черноморец            | 1992                  | 17   | 5    | 6     | 2     | —         | —         | 23    | 7     |
| Черноморец            | 1992/93               | 14   | 1    | 2     | 0     | 4         | 2         | 20    | 3     |
| Всего за «Черноморец» | Всего за «Черноморец» | 101  | 14   | 25    | 4     | 8         | 3         | 134   | 21    |
| Спартак               | 1993                  | 26   | 3    | 0     | 0     | 6         | 2         | 32    | 5     |
| Спартак               | 1994                  | 27   | 6    | 4     | 0     | 7         | 0         | 38    | 6     |
| Спартак               | 1995                  | 21   | 8    | 2     | 0     | 6         | 1         | 29    | 9     |
| Спартак               | 1996                  | 21   | 9    | 2     | 0     | 5         | 0         | 32    | 5     |
| Спартак               | 1997                  | 11   | 4    | 2     | 0     | 3         | 0         | 16    | 4     |
| Спартак               | 1998                  | 29   | 10   | 5     | 4     | 12        | 5         | 45    | 19    |
| Спартак               | 1999                  | 11   | 2    | 0     | 0     | 4         | 0         | 15    | 2     |
| Всего за «Спартак»    | Всего за «Спартак»    | 146  | 42   | 14    | 4     | 43        | 8         | 203   | 54    |
| Локомотив             | 2000                  | 10   | 0    | 3     | 2     | 1         | 1         | 14    | 3     |
| Всего за «Локомотив»  | Всего за «Локомотив»  | 10   | 0    | 3     | 2     | 1         | 1         | 14    | 3     |
| Анжи                  | 2001                  | 8    | 0    | 2     | 0     | 1         | 0         | 11    | 0     |
| Анжи                  | 2002                  | 8    | 1    | 0     | 0     | —         | —         | 8     | 1     |
| Всего за «Анжи»       | Всего за «Анжи»       | 16   | 1    | 2     | 0     | 1         | 0         | 19    | 1     |
| Всего за карьеру      | Всего за карьеру      | 273  | 57   | 44    | 10    | 53        | 12        | 370   | 79    |

## Достижения

### Командные
«Черноморец»
- Обладатель Кубка Федерации футбола СССР: 1990
- Обладатель Кубка Украины: 1992

«Спартак»
- Чемпион России (6): 1993, 1994, 1996, 1997, 1998, 1999
- Обладатель Кубка России (2): 1993/94, 1997/98

«Локомотив»
- Обладатель Кубка России: 1999/00

### Личные
- В списках лучших футболистов УССР[укр.]: 1991 — № 1
- Лучший футболист России (по результатам опроса еженедельника «Футбол»): 1995
- В списках 33 лучших футболистов чемпионата России (5): № 1 — 1994, 1995, 1996, 1998; № 2 — 1993
- Жюри конкурса «Чемпионату России по футболу-20 лет» признан лучшим правым полузащитником российских чемпионатов 1992—2012 годов[30].